# Johan Diederich Behrens
Johan Diederich Behrens (Bergen, 26 februari 1820 – Christiania, 29 januari 1890) was een Noors muziekpedagoog, zangpedagoog met name, en (koor)dirigent. Buiten Noorwegen is hij nauwelijks bekend.

## Achtergrond
Behrens werd als oudste van minstens zeven kinderen geboren binnen het gezin van zeilmaker en scheepsreder Johan David Behrens (1797-1856) en Wilhelmine Muthrum (1797-1880). In 1847 huwde hij Bolette Elisabet Dorothea Matzau (1823-1865) en kreeg minstens twee kinderen. De familie Behrens was afkomstig uit het Duitse Rostock, alwaar overgrootvader Behrens organist was geweest. Grootvader Behrens bekleedde dezelfde functie, maar dan te Bergen, in de Mariakyrkja ofwel Mariakirken - een aan Maria gewijd kerkgebouw. Behrens werd in 1869 benoemd in de Orde van Sint-Olaf. In 1878 – Noorwegen maakte destijds nog onderdeel uit van de Personele unie met Zweden – kreeg hij de koning Oscar II van Zwedenmedaille. Vanaf 1889 kreeg hij een vaste staatstoelage, waar hij nauwelijks van kon genieten. Hij overleed al vrij snel nadat die hem was toegekend. 

## Muziek
Behrens was van grote invloed op de zangkunst in Noorwegen. Hij richtte een aantal koren op, die hij vervolgens dirigeerde. Hij trad ook op met al bestaande koren. De drie belangrijkste koren waren:
- 1845: Studentenzangvereniging Den norske Studentersangforening (DnS), door Behrens gesticht. Mededirigent was componist Halfdan Kjerulf. De eerste uitvoering vond plaats bij de begrafenis van Henrik Wergeland op 17 juli 1845
- 1847-1854: Koor van ambachtslieden (Norske Haandverkernes Sangforening)
- 1847-1887: Koor van handelslieden (Norske Handelsstandens Sangforening).

Van beide laatste koren nam hij de leiding over van Johan Gottfried Conradi. Diens compositie Solnedgang werd door Behrens opgenomen in zijn Samling af flerstemmige Mandssange (Verzameling van polyfone mannenliederen). Van DnS was hij meer dan veertig jaar dirigent. 
In 1849 was hij tevens theaterchef van het Studentersamfundets Theater (Theater van de studentensociëteit). Hij was in de hoedanigheid van koordirigent ook een van de grondleggers van de grote zangfestivals in zijn land. Het grootste, met zang door 3000 man, vond plaats in 1914.
Zijn eigen onderwijs begon met de basisschool en middelbare school in Bergen. In de lessen Latijn kwam hij al in aanraking met liederen door zijn Boheemse leraar Ferdinand Giovanni Schedewy (1804-1877). Deze componist, dirigent en organist was afkomstig uit Praag. Vervolgens ging Behrens theologie studeren in Christiania (per 1925 Oslo geheten). Daarbij kwam hij in aanraking met zangers. Hij bleek een goede zangstem te hebben. Hij liet de studie theologie voor wat het was en ging zich verdiepen in het zingen. Als zanger was hij als het ware autodidact. Voor het dirigentschap kreeg hij lessen van Friedrich August Reißiger, de in 1844 benoemde dirigent van het orkest en koor van het Christiania Theater. In 1846 was Behrens zangleraar aan de Kathedraalschool van Oslo. Reißiger nam Behrens op sleeptouw in muziektheorie, niet alleen in Oslo, maar ook tijdens een studiereis door Duitsland (1850). De twee zouden tot het overlijden van Reißiger vrienden blijven. 
Als pedagoog gaf Behrens cursussen op scholen om het (voornamelijk) Noorse lied weer onder de aandacht te brengen. Als aanvulling verschenen boeken om de cursussen te ondersteunen dan wel te vervangen. Hij reisde bij die leergangen het gehele land af. Daarbij gaf hij niet alleen les, maar verzamelde ook plaatselijk liederen om die elders te verspreiden en te laten drukken. Zo gaf hij tussen 1845 en 1869 meer dan 500 liedjes bij de drukker af, al dan niet bewerkt tot vierstemmig mannenkoor (het vrouwenkoor kwam pas later op). Bij het bijeengaren van liederen kwam hij soms in aanvaring met Ludvig Mathias Lindeman, die officieel de opdracht had gekregen om volksliedjes te verzamelen en geschikt te maken voor uitvoering. Punt van geschil was Behrens' Om den lutherske salmeang (een Lutherse psalmenbundel), terwijl Lindeman bezig was met zijn Landstadts nye salmebok (een nieuw boek met psalmen voor steden op het platteland). Omdat zijn versie via staatswege in de kerken belandde won Lindeman. Behrens versie zou echter later toch boven komen drijven. Zijn samenwerking met Reißiger liep gedurende die tijd almaar door. Behrens keek vaak de partituren van Reißiger na op fouten en onmogelijkheden. Zo zijn delen van Den norske Sjømand (de Noorse Zeeman), Olaf Trygvason (een lied over Olaf I van Noorwegen) en På solen jeg ser (Ik zie op de zon) van Behrens’ hand.
Agathe Backer-Grøndahl schreef voor zijn afscheid bij het Studentenkoor Afskedssang til Joh. D. Behrens (Afscheidslied voor Joh. D. Behrens). De opvolger van Behrens aldaar was de man van Agathe, de componist Olaus Andreas Grøndahl. 
- Bibsys: 90077580
- Système universitaire de documentation: 227843487
- Virtual International Authority File: 224620798